# Lotononis delicatula
Lotononis delicatula är en ärtväxtart som beskrevs av De Wild. Lotononis delicatula ingår i släktet Lotononis och familjen ärtväxter. Inga underarter finns listade i Catalogue of Life.